# Betty en NY
Betty en NY je americká telenovela produkovaná a vysílaná stanicí Telemundo od 6. února do 12. srpna 2019. V hlavních rolích hráli Elyfer Torres a Erick Elías.

## Obsazení
| Elyfer Torres       | Beatriz „Betty“ Aurora Rincón |
| Erick Elías         | Armando Mendoza               |
| Sabrina Seara       | Marcela Valencia              |
| Aarón Díaz          | Ricardo Calderón              |
| Héctor Suárez Gomís | Hugo Lombardi                 |
| César Bono          | Demetrio Rincón               |
| Alma Delfina        | Julia Lozano de Rincón        |
| Jeimy Osorio        | Mariana González              |
| Sylvia Sáenz        | Patricia Fernández            |
| Saúl Lisazo         | Roberto Mendoza               |